# La Demoiselle d'honneur
Ne doit pas être confondu avec Demoiselle d'honneur.
Pour le roman, voir La Demoiselle d'honneur (roman).
Pour plus de détails, voir Fiche technique et Distribution.
La Demoiselle d'honneur est un film franco-allemand réalisé par Claude Chabrol et sorti en 2004.

## Synopsis
Philippe Tardieu est cadre commercial dans une entreprise de bâtiment ; il vit avec sa mère, veuve, ainsi que ses deux sœurs Sophie et Patricia dans un pavillon de la banlieue nantaise. Au début du film, les actualités télévisées relatent le récit de la disparition d'une jeune fille que les deux sœurs semblent connaître. Ensuite Christine, la mère, présente ses trois enfants à Gérard, un éventuel futur mari, à qui elle offre une statue de Flore. Cette statue va jouer le rôle du Mac Guffin des films d'Alfred Hitchcock. Philippe découvre rapidement que Gérard ne mérite pas l'amour de sa mère.
Au mariage de sa sœur Sophie, Philippe fait la connaissance de Senta (alias Stéphanie), une des demoiselles d’honneur et cousine du marié. Aussitôt, les deux jeunes gens tombent amoureux. Mais Senta est une femme fatale, qui va exprimer les marques d'une passion totale et exigeante, adoptant une conduite parfois incompréhensible tout en faisant surgir, au gré des conversations avec Philippe, une biographie aussi riche qu'improbable. Senta, qui vit dans le sous-sol d'une vaste demeure occupée par sa tante, dit-elle la vérité lorsqu'elle prétend que sa mère, islandaise, est morte en couches, qu'elle fait du théâtre, qu'elle a posé pour des photos et vécu à New York l'existence d'une strip-teaseuse ? 
La passion dévorante que Philippe éprouve pour Senta entraîne les deux amants dans des jeux équivoques. Ainsi, la jeune fille déclare un jour au sage et candide jeune homme que le meurtre est le meilleur moyen à chacun de prouver leur amour réciproque. Philippe pense que Senta plaisante mais s'agit-il vraiment d'un fantasme de cette dernière ? 
Le film nous fait découvrir que tout n'est pas faux, mais que le danger est plus grand dans la vérité que dans le mensonge.

## Fiche technique
- Titre original : La Demoiselle d'honneur
- Réalisation : Claude Chabrol
- Scénario : Claude Chabrol et Pierre Leccia, d'après le roman La Demoiselle d'honneur (The Bridesmaid) de Ruth Rendell, publié en 1989.

- Photographie : Eduardo Serra
- Son : Pierre Lenoir
- Scripte : Aurore Chabrol
- Musique : Matthieu Chabrol
- Montage : Monique Fardoulis
- Décors : Françoise Benoît-Fresco
- Costumes : Mic Cheminal
- Producteur : Patrick Godeau, Antonio Passalia, Alfred Hürmer
- Producteur délégué : Patrick Godeau
- Producteur exécutif : Françoise Galfré
- Sociétés de production : Alicéléo, Canal Diffusion, France 2 Cinéma, Integral Film
- Société de distribution : BAC Films
- Pays d’origine :  France,  Allemagne
- Langue originale : français
- Format : couleur — 35 mm — 1,66:1 — son DTS
- Genre : Thriller
- Durée : 106 minutes
- Dates de sortie : 
  -  Italie : 7 septembre 2004 (Biennale de Venise)
  -  France : 14 novembre 2004 (Festival du film d'Arras)
  -  Belgique : 17 novembre 2004

## Distribution
- Benoît Magimel : Philippe Tardieu
- Laura Smet : Senta
- Aurore Clément : Christine
- Bernard Le Coq : Gérard
- Solène Bouton : Sophie
- Anna Mihalcea : Patricia
- Michel Duchaussoy : le clochard
- Suzanne Flon : Mme Crespin
- Eric Seigne : Jacky
- Pierre-François Duméniaud : Nadeau
- Philippe Duclos : le capitaine
- Thomas Chabrol : le lieutenant Laval
- Isolde Barth : la mère de Senta
- Mazen Kiwan : Pablo
- Yohann Fourage : Un policier

## Accueil
« C'est peut-être de la décontraction, voire de la désinvolture et, pourquoi pas, de l'élégance. Toujours est-il qu'il sait excellemment faire clignoter les signaux du Mal sur un mode facétieux (les mensonges de plus en plus chargés de Senta). Et un peu moins prendre en charge le surgissement effectif de l'horreur et du drame, alors que La Demoiselle d'honneur est, sur le papier, un exercice hitchcockien (amour, obsession et crimes). Pas de vertigo au programme, donc. Mais en compagnie de Laura Smet, ambiguë sans efforts, et de Benoît Magimel sous influence, idéalement dépassé, un nouveau rendez-vous délectable et sans conséquences. »

— Télérama, Louis Guichard, 17 novembre 2004

« Claude Chabrol a ciselé comme un orfèvre sa Demoiselle d’honneur. Tension, suspense, casting, cadrage et mouvement, rien n’est laissé au hasard.
[...] Chabrol s’attache tellement à cette forme qu’on pourrait d’ailleurs, parfois, lui reprocher d’oublier en cours de route l’histoire, le premier degré d’un film : la fin est à ce titre un peu trop vite expédiée, peut-être parce qu’au fond elle n’intéresse pas vraiment Chabrol. Péché mineur. Dans cette Demoiselle d’honneur, le moindre mouvement de caméra ou de visage est voulu, calculé au centimètre et à la seconde près (voyez par exemple la sophistication du générique du début), faisant de Chabrol l’un des cinéastes pour lesquels pardonnez l’expression le signifiant a un sens. »

— Les Inrocks, Jean-Baptiste Morain

## Tournage
L'essentiel du film a été tourné à Nantes et sa banlieue (Orvault, Rezé, Les Sorinières… ), ainsi qu'à Pornic. Quelques scènes ont été filmées également à Paris et Munich (Bavaria Film).